# Alberto Fernández Calderón
Alberto Fernández fue un baloncestista peruano. Jugó en Atlético Bilis del Callao y en selecciones peruanas.

## Selección nacional
Formó parte de la Selección de baloncesto del Perú que participó en los Juegos Olímpicos de Londres 1948. También participó en el Campeonato Mundial de Baloncesto de 1950.

### Participaciones en Campeonato Mundial
| Campeonato Mundial | Equipo | Sede      | Resultado |
| ------------------ | ------ | --------- | --------- |
| Argentina 1950     | Perú   | Argentina | Séptimo   |

### Participaciones en Juegos Olímpicos
| Juegos Olímpicos | Equipo | Sede    | Resultado |
| ---------------- | ------ | ------- | --------- |
| Londres 1948     | Perú   | Londres | Décimo    |

### Participaciones en Campeonato Sudamericano
| Campeonato        | Equipo | Sede           | Resultado |
| ----------------- | ------ | -------------- | --------- |
| Sudamericano 1947 | Perú   | Río de Janeiro | Sexto     |
| Sudamericano 1949 | Perú   | Asunción       | Cuarto    |
| Sudamericano 1953 | Perú   | Montevideo     | Quinto    |
| Sudamericano 1955 | Perú   | Cúcuta         | Quinto    |
| Sudamericano 1958 | Perú   | Santiago       | Sétimo    |

## Clubes
| Club                    | País | Año       |
| ----------------------- | ---- | --------- |
| Atlético Bilis          | Perú | 1944-1954 |
| Guardia Civil y Policía | Perú | 1955-1956 |
| Social Lince            | Perú |           |